# Mickey Brady
Pour les articles homonymes, voir Brady.
Mickey Brady (né le 7 octobre 1950) est un homme politique républicain irlandais qui est député pour Newry et Armagh de 2015 à 2024. Il est auparavant membre de l'Assemblée législative d'Irlande du Nord pour Newry et Armagh de 2007 à 2015.

## Biographie
Brady est né dans le quartier Ballybot de Newry. Il fréquente l'école primaire Abbey de la ville et plus tard le lycée Abbey Christian Brothers. Après cela, il va à l'université à Liverpool. En 1981, Brady est employé par la Confédération des groupes communautaires de Newry, dirigeant un centre de conseil sur les droits sociaux, s'occupant des avantages sociaux et des problèmes de logement jusqu'en 2007. Sa mère, Sarah "Sally" Brady (3 mars 1909 - 4 mai 2016), est la deuxième personne la plus âgée en Irlande du Nord ,.
Brady dit qu'il a toujours été intéressé par la politique et a toujours été un républicain irlandais. Il est à l'Assemblée d'Irlande du Nord pour Newry et Armagh en 2007 pour le Sinn Féin. Il conserve son siège en 2011. Il est sélectionné comme candidat à l'élection générale de 2015 par les membres du parti à Newry et remporte le siège. Il ne prend pas son siège à la Chambre des communes du Royaume-Uni, conformément à la politique abstentionniste du Sinn Féin.
Au niveau local, Brady est également membre de la Confédération des groupes communautaires et membre du conseil des gouverneurs des écoles de sa circonscription.
Le 4 mai 2015, lors de sa campagne électorale à Westminster, Brady est informé par le service de police d'Irlande du Nord (PSNI) d'une menace de mort contre lui. Aux petites heures du matin suivant, il est de nouveau informé d'une autre menace de mort contre lui et d'une alerte à la bombe contre sa maison familiale à Newry.
Le 8 juin 2017, Brady est réélu par le Sinn Féin dans la circonscription de Newry & Armagh pour défendre son siège à Westminster lors des élections générales de 2017 au Royaume-Uni .
Brady conserve son siège avec succès lors des élections générales de 2019 du 12 décembre 2019 .